# Miniatura (informatika)
Miniatura je v informatice zmenšenina určitého obsahu souboru (ku příkladu obrázkového či i textového), který může nahradit běžnou ikonu.

## Funkce
- Zrychlit vyhledávání určitého, nejčastěji obrázkového, souboru.
- Učinit GUI více rozmanitějším.